# غار آلتامیرا
غار آلتامیرا (به اسپانیایی: Cueva de Altamira) غاری در ۳۰ کیلومتری غرب شهر سانتاندر، در شمال کشور اسپانیا که در دیوارها و سقف آن تصاویر حیوانات نقاشی شده و از آثار هنری عصر حجر می‌باشد.
هنگامی که سنیور مارسلینور دوسوتواولا در املاک خود در ناحیهٔ آلتامیرا در شمال اسپانیا گردش می‌کرد غاری را در آن جا مشاهده کرد. از هزاران سال پیش سنگهایی افتاده و در غار را بسته و رسوبات غاری درز آنها را محکم کرده و گویی بدر آن مهر زده بود. در نتیجهٔ دینامیتهایی که برای خراب کردن ساختمانی در آن نواحی بکار بردند ناگهان سنگهای دهانه پس رفت و غار نمایان گردید. سه سال بعد هنگامی که سوتواولا برای تماشا به درون غار رفت نظرش متوجه علامات عجیبی شد که بر دیوارهای غار نقش شده بود، یکروز دختر کوچک این سنیور نیز همراه او به غار رفت و چون مانند پدرش ناچار نبود سرش را خم کند تا به سقف غار نخورد، چشمانش را متوجه سقف ساخت و در آن جا نقش یک گاو وحشی نظرش را جلب کرد و چون دقت کرد دید بسیار خوب رسم و رنگ آمیزی شده است. پس از آن سقف دیوارهای غار را مورد دقت قرار دادند و نقاشیهای فراوان دیگر در آن یافتند. در سال ۱۸۸۰ م. سوتواولا گزارشی از مشاهدات خود را انتشار داد و باستان شناسان گزارش او را با شکی که از مختصات ایشان است استقبال کردند؛ یکی از دانشمندان قدم رنجه فرموده از غار دیدن کرد و نتیجه این شد که گفتند این نقوش تقلبی است و این نظر مدت سی سال به همین حال باقی بود. پس از آن تصاویر دیگری در غارهای دیگر کشف شد که در نتیجهٔ مجاور بودن با افزارهای خارایی غیر صیقلی و استخوان و عاج صیقلی شده همه پذیرفتند که مربوط به دوره‌های ما قبل تاریخ است و در این موقع بود که دریافتند نظر سوتواولا درست بوده است، ولی در این هنگام دیگر آن شخص زنده نبود. آنگاه زمین شناسان به آلتامیرا آمدند و به اجماع اظهار عقیده کردند که رسوباتی که بر روی بعضی از نقشهاست مربوط به عهد حجر قدیم می‌باشد. آنچه امروز مورد قبول ا ست آن است که نقاشیهای آلتامیرا و قسمت اعظم آثار هنری که از دوران ماقبل تاریخ برجای مانده مربوط به دورهٔ ماگدالنی است یعنی در حدود ۱۶۰۰۰ سال قبل از میلاد تاریخ آن است. همین طرز نقاشیهایی که از حیث تاریخ جدیدتر است در غارهای متعددی در فرانسه اکتشاف شده و همهٔ آنها بازماندهٔ عصر حجر قدیم است. آثار نقاشی بر دیوار غارها به عنوان آثار مردمان پیش از تاریخ به آسانی پذیرفته نشد. همهٔ مؤلفین از این اکتشاف مارسلینو سانز دو سوتولا که نخست با عدم قبول عامه روبرو شد یاد کرده‌اند. وی در سال ۱۸۷۹ در غار مشهور آلتامیرا مشغول حفریات بود. دخترک ۸ ساله‌اش کمتر از پدر مجذوب دستاوردهای رسی و سنگی برآمده از دل خاک بود و برای همین در حین تماشای دیواره و سقف غار متوجه اشکال جانوران شد. دوسوتولا بر این اعتقاد بود که این تصاویر متعلق به هزاران سال پیش است، اما بسیاری از دانشمندان این عمل را به گاوچران‌های همان حوالی نسبت دادند که برای سرگرمی و تفریح به ترسیم این اشکال پرداخته‌اند. اما با کشف تصاویری مشابه در غارهای حاشیه اقیانوس اطلس از سال ۱۸۸۳ تا ۱۹۰۱ نظر محافل علمی دگرگون گشت. با به‌کارگیری روش‌های پیشرفته قدمت این نقاشی‌ها به اثبات رسید.
آثار هنری مربوط به غارها در اروپا (آنچه امروزه لفظ هنر به خود گرفته‌اند) مربوط به ادوار مختلف پارینه سنگی یا پالئولیتیک هستند، یعنی حدود ۴۰ تا ۱۰ هزار قبل از میلاد هستند
آثار هنری غارها (آنچه امروزه آن را هنر می‌نامیم) مربوط به ادوار مختلف پارینه سنگی یا پالئولیتیک هستند۰>